# Hojamyrat Geldimyradow
Hojamyrat Geldimyradow (* 1965 in Börme, Bäherden etraby, Provinz Ahal) ist ein turkmenischer Politiker und Beamter.

## Leben und Karriere
Geldimyradow schloss 1989 sein Studium an der Fakultät für Wirtschaft und Bauorganisation des Turkmenischen Polytechnikums ab. 2004 erwarb er zusätzlich einen Abschluss an der rechtswissenschaftlichen Jaroslaw-Hochschule im ukrainischen Charkiw. 
1989 wurde Geldimyradow zunächst leitender Techniker und dann Leiter des Architektur- und Planungsbüros für den Bäherden etraby, dem Distrikt, in dem sein Geburtsort Börme liegt. 1990 wechselte er als Leiter der Abteilung für Abrechnung und Berichterstattung zum Finanzamt das Bäherden etraby. 1997 wurde er staatlicher Steuerinspektor und Leiter der Abteilung für Aufsicht des Steuerdienstes der Provinz Ahal Turkmenistans und 2004 Leiter derselben Abteilung beim Staatlichen Steuerdienst Turkmenistans.
Vom 10. Juni 2005 an war Geldimyradow stellvertretender Finanzminister Turkmenistans, im Februar 2006 turkmenischer Nationaler Koordinator für internationale technische Hilfe und wurde dann am 20. Februar 2007 zum Minister für Wirtschaft und Finanzen ernannt. Mit der Umwandlung des Ministeriums zum Ministerium für Finanzen wurde er am 8. Februar 2008 Finanzminister. Im Jahr 2008 wechselte Geldimyradow ins Amt des stellvertretenden Premierministers von Turkmenistan, bis das Kabinett am 14. April 2009 geschlossen, angeblich „aus gesundheitlichen Gründen“, zurücktrat. Von 2009 bis 2012 war er Principal Specialist im Finanzamt des Aşgabater Stadtbezirks Chandybil. Von 2012 bis 2017 leitete er die Abteilungen für Entwicklung von Baukomplexen und für die Entwicklung des Industriesektors, beide angesiedelt im Ministerium für Wirtschaft und Entwicklung. Von 2017 bis 2020 war Geldimyradow Chefberater im Finanz- und Wirtschaftsministerium. Von April 2020 bis Juli 2022 war er Direktor des Turkmenischen Staatsinstituts für Wirtschaft und Management. Am 8. Juli 2022 wurde er erneut zum stellvertretenden Premierminister ernannt, mit der Zuständigkeit für Wirtschaft, Finanzen und Banken.